# Marc Grenier
Pour les articles homonymes, voir Grenier (homonymie).
Marc Grenier, né le 25 juin 1776 à Vevey et mort le 12 juillet 1856 à Vevey, est un militaire et une personnalité politique suisse.

## Biographie
De confession protestante, originaire de Vevey et de Corsier-sur-Vevey, Marc Grenier est le fils de François Jean Grenier et de Marguerite Elisabeth Parlier. Il épouse en 1804 Henriette Silvestrine Nicod. Négociant à Lausanne, Marc Grenier est membre de la justice de paix du cercle de Vevey dès 1803. Il en est l'assesseur de 1817 à 1825 et le vice-président dès 1818. Il est préfet du district de Vevey de 1832 à 1840. Dès 1820, il tient en fermage avec des associés la vente des tabacs en Valais. Lieutenant-colonel dans l'Armée suisse, il est commandant d'arrondissement à Vevey en 1820, puis inspecteur général des milices vaudoises en 1829.

### Parcours politique
Marc Grenier est député au Grand Conseil vaudois de 1816 à 1831 et de 1837 à 1841. Il est Conseiller d'État de 1830 à 1831. Il est membre de l'Assemblée constituante chargée de reviser la Constitution vaudoise. En 1831, il est membre de la commission d'enquête nommée pour évaluer l'état de l'industrie, de l'agriculture et du commerce dans le canton,.